# Teinobasis strigosa
Teinobasis strigosa är en trollsländeart som beskrevs av James George Needham och Gyger 1939. Teinobasis strigosa ingår i släktet Teinobasis och familjen dammflicksländor. Inga underarter finns listade i Catalogue of Life.